# Kanton Quimper
Der Kanton Quimper war ein französischer Wahlkreis im Département Finistère.
Der Kanton wurde 1973 in die Kantone Quimper-1 und Quimper-2 aufgeteilt. Zu diesem Zeitpunkt bestand er aus vier Gemeinden.
- Quimper als Hauptort
- Ergué-Gabéric
- Plomelin
- Pluguffan